# Poecilopsis christianae
Poecilopsis christianae là một loài bướm đêm trong họ Geometridae.